# Eva Barlösius
Eva Barlösius (* 6. September 1959 in Hannover) ist eine deutsche Soziologin. Sie befasst sich unter anderem mit Ernährungswissenschaften und lehrt als Professorin für Makrosoziologie und Sozialstrukturanalyse an der Gottfried Wilhelm Leibniz Universität Hannover.

## Karriere
Nach dem Schulbesuch in Hannover studierte Eva Barlösius von 1978 bis 1983 Soziologie, Politikwissenschaft und Ernährungswissenschaft an den Universitäten Hannover und München. Nach dem ersten Berufsschullehrer-Staatsexamen war sie bis zum Zweiten Staatsexamen Referendarin an Schulen in Braunschweig und Salzgitter. 1988 wurde sie an der Universität Hannover als Soziologin mit der Dissertation Eßgenuß als eigenlogisches soziales Gestaltungsprinzip. Zur Soziologie des Essens und Trinkens, dargestellt am Beispiel der grande cuisine Frankreichs promoviert. 1994 folgte dort ihre Habilitation.
Nach vierjähriger Tätigkeit als Assistenz-Professorin wurde die in Seelze lebende Barlösius erst Professorin an der Universität Hohenheim und dann an der Universität Duisburg-Essen. Seit 2007 lehrt sie an der Universität Hannover.

## Mitgliedschaften
Barlösius ist Mitglied der Deutschen Akademie der Technikwissenschaften (Acatech) und Mitherausgeberin der Zeitschrift für Agrargeschichte und Agrarsoziologie.

## Schriften (Auswahl)
- Köchin und Koch. Familial-häusliche Essenszubereitung und berufliches Kochen. In: Trude Ehlert (Hrsg.): Haushalt und Familie in Mittelalter und früher Neuzeit. Vorträge eines interdisziplinären Symposions vom 6.–9. Juni 1990 an der Rheinischen Friedrich-Wilhelms-Universität Bonn. Mit einem Register von Ralf Nelles. Thorbecke, Sigmaringen 1991, ISBN 3-7995-4156-X, S. 207–218.
- Naturgemäße Lebensführung. Zur Geschichte der Lebensreform um die Jahrhundertwende. Campus, Frankfurt am Main 1997, ISBN 3-593-35759-3.
- Kämpfe um soziale Ungleichheit. Machttheoretische Perspektiven. VS – Verlag für Sozialwissenschaften, Wiesbaden 2004, ISBN 3-531-14311-5.
- Die Macht der Repräsentation. Common Sense über soziale Ungleichheiten. VS – Verlag für Sozialwissenschaften, Wiesbaden 2005, ISBN 3-531-14640-8.
- Pierre Bourdieu. Campus, Frankfurt am Main u. a. 2006, ISBN 3-593-37635-0.
- als Herausgeberin mit Daniela Schiek: Demographisierung des Gesellschaftlichen. Analysen und Debatten zur demographischen Zukunft Deutschlands. VS – Verlag für Sozialwissenschaften, Wiesbaden 2007, ISBN 978-3-531-15094-9.
- Soziologie des Essens. Eine sozial- und kulturwissenschaftliche Einführung in die Ernährungsforschung. 3. Auflage. Juventa-Verlag, Weinheim/Basel 2016, ISBN 978-3-7799-2618-4.
- Dicksein. Wenn der Körper das Verhältnis zur Gesellschaft bestimmt. Campus, Frankfurt am Main 2014, ISBN 978-3-593-50083-6.
- Infrastrukturen als soziale Ordnungsdienste. Ein Beitrag zur Gesellschaftsdiagnose. Campus, Frankfurt am Main 2019, ISBN 978-3-593-51089-7.